# 오에도 파이트
《오에도 파이트》(大江戶ファイト, Blood Warrior)는 1994년 카네코에서 발매된 업무용 대전격투게임으로 같은 사의 쇼군 워리어(Shogun Warrior)의 후속작이다. 서양 지역에선 블러드 워리어(Blood Warrior)라는 이름으로 발매했다.

## 게임플레이
전작『쇼군워리어』에서 계승하여 오오에도(大江戶)적인 세계관&기괴한 캐릭터를 전면에 밀어붙이면서도 실사도입이나 잔혹한 연출등, 소위 서양게임을 방불케하는 2D격투게임으로 승화했다. 개발스텝들 중에는 『게임비평』에서 칼럼을 집필한 갓푸시시마루가 있다. 게임캐릭터의 모델은 JAC의 탤런트들이고 게임스테이지는 닛코에도무라(日光江戶村)에서 수록했다.『모탈컴뱃』을 의식했는지 공격할 때 많은 출혈효과가 있으며, 승리 시에 버튼을 누르면 페이탈리티도 가능하다. 설정을 바꿈에 따라 잔혹표현 필터를 걸 수 있으나 모자이크처리되는 위치가 이상하다. 전작인 쇼군워리어의 일본판 타이틀은 후지산버스터(富士山バスター)이다.
미드웨이사의 『모탈컴뱃』과 비슷하게 실사캐릭터들이 격투를 하며 캐릭터 선택화면에서 각 캐릭터의 커맨드를 알 수 있다. 분노게이지가 존재하며 상대방에게 공격을 당하면 이 분노게이지가 상승하고 이것이 높아질수록 통상공격이나 필살기의 공격력이 증가한다.

## 캐릭터
※킨시로·아라시·시시마루·산페이·쇼게츠 다섯캐릭터는 『쇼군워리어』의 뒤를 이어 계속 등장하며, 벤케이와 고에몽은 플레이어 캐릭터로 승격되었다.
- 킨시로(金四郞,Kinshiro)
- 아라시(嵐,Arashi)(닌자)
- 시시마루(獅子丸,Shishimaru)(가부키의 사자)
- 산페이(三平,Sanpei)(갓파)
- 잇큐(一休,Ikkyu)(지장보살)
- 고에몽(五右衛門,Goemon)
- 카스미(霞,Kasumi)(쿠노이치)
- 쇼게츠(秀月,Syogetsu)(갑옷무사)
- 벤케이(弁慶,Benkei)

4명의 보스가 있던 전작과는 달리, 보스캐릭터는 존재하지 않고 모든 캐릭터를 이긴 시점에서 엔딩이 나온다. 캐릭터는 두 종류뿐으로 같은 캐릭터를 고르지 않는 이상 2P의 색깔은 변하지 않는다.

## 기타
- 캐릭터 중에서 잇큐는 Ikkyu가 게임상에선 알파벳의 장음처리로 u자가 ū로 나오기 때문에 Ikkyo처럼 보인다.
- Elecbyte에서 개발한 대전격투게임용 게임엔진인 『무겐』(M.U.G.E.N)에서 잇큐를 추가할 수 있다.
- 잇큐는 승리시 "나무아미타불"이라고 경을 외며, KO당할시 "나무"라고 외치며 쓰러진다.